# جولیا (دختر تیگران ششم ارمنستان)
جولیا یک شاهدخت هرودیایی بود که در قرن یکم و احتمالاً در قرن دوم در امپراتوری روم زندگی می‌کرد.
او اصالت یهودی، نبطی، ادومی، یونانی، ارمنی و ایرانی داشت. جولیا دختر شاهزاده هرودین و پادشاه بعدی، تیگران ششم ارمنستان و همسرش اوپگالی بود. در بهار سال ۵۸ پدرش توسط نرون امپراتور روم به عنوان پادشاه ارمنستان تاجگذاری کرد و تا سال ۶۳ در آنجا حکومت کرد. جولیا برادری به نام گایوس ژولیوس الکساندر داشت که زیر نظر پادشاه روم، پادشاهی کتیس، منطقه‌ای کوچک در کیلیکیه بود.
او نوه پدری گلافیراشاهدخت کاپادوکیه و الکساندر شاهزاده یهودیه بود. جولیا به همراه پدر و برادرش آخرین نوادگان شناخته شده پادشاهی کاپادوکیه بودند. اطلاعات کمی از زندگی وی در دسترس است. او با یک سناتور رومی به نام مارکوس پلانسیوس ازدواج کرد که حاصل این ازدواج دو فرزند به نام گایوس پلانسیوس و پلانسیا مگنا بود.